# Hjärtans fröjd-priset
Hjärtans fröjd-priset är en utmärkelse för årets bästa svenska ungdomsbok. Det är Sveriges enda renodlade ungdomslitteraturpris. Priset instiftades 2020 av Region Blekinge i samarbete med Biblioteksutveckling Blekinge Kronoberg och har uppmärksammats av rikspress och SVT. 
Namnet Hjärtans Fröjd syftar på en av blekingeförfattaren Per Nilssons mest lästa böcker, Hjärtans fröjd. 
Hjärtans fröjd-priset för årets bästa svenska ungdomsbok delas ut årligen. Vinnaren får ett vandringspris i form av ett konstverk, en artists' book skapad av konstnären Maria E Harrysson. Prissumman är 40 000 kronor och i priset ingår även ett arvoderat klassbesök i en skolklass i Blekinge. Prisets jury består av Per Nilsson själv samt två ungdomsbibliotekarier.

## Mottagare
- 2021 – Tamara Mivelli för romanen Jag klyver er itu. [4]
- 2022 – Matilda Gunnarsson Rathsman för romanen Tidsfördriv. [5]

- 2023 – Nora Khalil för romanen Yani. [6]
- 2024 – Linda Jones för romanen De tar allt ifrån mig. [7]
- 2025 - Lova Lakso för romanen Utan att passera gå.